# Katechet in Berlin
Katecheten bilden in Berlin (seit 1948 in West-Berlin und seit 1990 im vereinigten Bundesland Berlin) im Rahmen des Berliner Schulmodells den Hauptanteil der Religionslehrer für evangelischen und römisch-katholischen Religionsunterricht. Mit einer römisch-katholischen Kirche in der Diaspora, stellen wiederum die evangelischen Katecheten die mit Abstand größte Gruppe unter ihnen. (→ Siehe auch Sonderstellung des Religionsunterrichts in Berlin.)

## Allgemeine Rahmenbedingungen
Zuständig für die evangelischen Katecheten ist die Evangelische Kirche Berlin-Brandenburg-schlesische Oberlausitz (kurz EKBO), für die römisch-katholischen Katecheten ist es das Erzbistum Berlin. Da die römisch-katholische Kirche in Berlin nach Anzahl ihrer Mitglieder in der Diaspora bzw. Minderheit ist, ist auch die Anzahl ihrer Religionslehrer und der Teilnehmer ihres angebotenen Religionsunterrichtes entsprechend geringer.
Die Gehälter der Katecheten werden zu 90 Prozent vom Berliner Senat und zu 10 Prozent von der evangelischen Landeskirche bzw. dem Erzbistum finanziert.
In der weit überwiegenden Mehrheit sind es in Berlin seit jeher Frauen, die auf Grundlage einer Ausbildung zur Katechetin das Schulfach Religion unterrichten.
Der Religionsunterricht in Berlin ist ein freiwilliges Unterrichtsfach, zu dem sich selten ganze Klassenverbände anmelden. Um die vorgegebenen Gruppengrößen zu erreichen, müssen die Katecheten meist Schüler mehrerer Klassen zu einer Gruppe zusammenfassen. Parallel dazu sind die anderen Schüler dieser Klasse(n) anderweitig zu betreuen, weshalb die Schulleitungen nicht selten dazu neigen, den Religionsunterricht für die ersten oder letzten Stunden eines Schultages einzuplanen („Randstunden“).
Angesichts der seit Jahren insgesamt rückläufigen Teilnehmerzahlen, müssen Katecheten mit einer vollen Planstelle in der Regel an zwei oder sogar mehr Schulen den Religionsunterricht erteilen, um ihr Arbeitssoll zu erfüllen.

## Evangelische Katecheten

### Ausbildung

#### Qualifikationen C, B und A
Die Ausbildung zum evangelischen Katecheten umfasste in Berlin:
- C-Katechet: Einjähriger Abendunterricht, C-Prüfung und anschließend dreimonatiges Schulpraktikum
- B-Katechet: Im Anschluss der C-Prüfung weitere zwei Jahre Tagesschulausbildung oder zweieinhalbjährige berufsbegleitende Ausbildung, B-Prüfung – unabdingbar für die Erteilung der Vokation bzw. der Lehrbefähigung und unbefristeten Anstellung.
- A-Katechet: Zwei Jahre nach Arbeit als B-Katechet war es möglich, sich zur A-Ausbildung anzumelden. Diese Weiterbildung währte drei Jahre und war berufsbegleitend, d. h. bei einem ¾-Deputat an der „eigenen“ Schule bildete man sich unter der Woche in Abendseminaren und jeweils einem Tagesseminar weiter und spezialisierte sich auf bestimmte Schulzweige oder/und zum Mentor bzw. zur Mentorin. (Dieses Weiterbildungsangebot wurde seit den 1980ern von den meisten Katecheten genutzt. Neben der Höherqualifizierung versprach es nach entsprechenden Bewährungsaufstiegen innerhalb von sechs weiteren Jahren am Ende auch eine Vergütung ähnlich dem Anfangsgehalt eines hochschulausgebildeten „Lehrers mit einem wissenschaftlichen Fach“.)

Die in der DDR einzig vergleichbare Ausbildung zum evangelischen Gemeindekatecheten wurde von der Evangelischen Kirche in Berlin-Brandenburg bzw. der heutigen EKBO als noch nicht ausreichend für den Schuldienst in West-Berlin bzw. im vereinigten Bundesland Berlin anerkannt, sondern erlaubte lediglich das Überspringen der C-Ausbildung.

#### Letzte Examina 2006
Von der Evangelischen Kirche in Berlin-Brandenburg-schlesische Oberlausitz werden seit Anfang der 2000er keine Katecheten mehr ausgebildet. Die letzten Examensprüfungen zum A-Katecheten wurden Anfang 2006 abgenommen – damit ist in Berlin der Ausbildungsgang zum ev. Katecheten endgültig ausgelaufen. Angesichts der Ende der 1990er Jahre allseits notwendig gewordenen „Sparmaßnahmen“ meinte dies u. a. auch die Abkehr von der Möglichkeit einer berufsbegleitenden Ausbildung, die nach ihrer Beendigung die sichere Übernahme in ein kirchliches Beschäftigungsverhältnis garantierte. Insbesondere die enge Verknüpfung einer per se nicht staatlich anerkannten Ausbildung und der evangelischen Kirche als allein möglichem Arbeitgeber drohte für die bereits ausgebildeten evangelischen Katecheten zu einem Existenzproblem werden. Denn speziell in Berlin schien es die Evangelische Kirche in einem eigentümlichen Verbund mit dem Berliner Senat darauf anzulegen, sie demnächst alle per betriebsbedingter Kündigung entlassen zu können.

### Ein Auslaufmodell – sich verändernde Arbeitsbedingungen
Anfang November 2004 hatte die Synode der Evangelischen Kirche von Berlin-Brandenburg-schlesische Oberlausitz diskutiert, bis 2008 von den 565 Religionslehrerstellen 200 abzubauen sowie für die verbleibenden Lehrkräfte die Gehälter zu kürzen – dies vor dem Hintergrund, dass bereits ein halbes Jahr zuvor eine Erhöhung der Unterrichtsverpflichtung um jeweils eine Stunde ohne Lohnausgleich ab 2004/2005 und 2005/2006 (also um insgesamt zwei Stunden) durchgesetzt wurde, was einer Lohnkürzung von ca. 8½ Prozent gleichkam. Einige Monate später, im Februar 2005, hatten sich dann die Tarifparteien der EKBO auf eine Atempause bis Juli 2007 verständigt, wonach die Arbeitnehmervertreterseite einer bis dahin befristeten Gehaltskürzung um 5 % zugestimmte und im Gegenzug von Arbeitgeberseite zugesichert wurde, dass es in diesem Zeitraum zu keinen betriebsbedingten Kündigungen kommt und die zweite Stundenerhöhung ausgesetzt wird. Diese „Atempause“ wurde allerdings flankiert von den nun beim Berliner Senat und den Oppositionsparteien in immer kürzeren Intervallen wieder aufflackernden Diskussionen um die Einrichtung eines Faches LER ohne gleichrangiges RU-Parallelangebot. SPD-Linke, PDS und Grüne sprachen sich für ein solches Angebot aus, CDU und FDP wollten den Religionsunterricht weiterhin als Alternative zu LER oder einem Philosophie/Ethik-Unterricht haben.
Das vehemente Engagement von  Wolfgang Huber als Berliner Bischof (1994–2009) und EKD-Ratsvorsitzenden (2003–2009) für ein „Wahlpflichtfach Religion“ in Berlin zielte nicht zuletzt auch auf die Übernahme des Religionsunterrichts durch Lehrkräfte mit Fakultas bzw. mit Religion als Nebenfach, um damit, unter Wahrung ihrer Fachaufsicht, der EKBO eine „Einsparung“ des 10-Prozent-Anteils an den Gehältern der Katecheten zu ermöglichen. Mit den seit 1948 in der Hauptsache tätigen Katecheten der evangelischen Kirche das Gespräch zu suchen und dabei im Erfolgsfall seines Anliegens deren berufliche Alternativen oder auch nur Weiter- bzw. Umqualifizierungsmaßnahmen zu thematisieren, kam für ihn bis zuletzt nicht infrage. Erst nach dem Scheitern des von Pro Reli angebahnten Volksentscheids und kurz vor seinem Eintritt in den Ruhestand lud er die Berliner Katecheten im Sommer 2009 zu einer Danksagung für deren Unterstützung des Volksentscheids ein. Der seinerzeit von einer SPD-PDS-Koalition regierte Berliner Senat hingegen konnte und wollte trotz seiner „versprochenen“ verstärkten Werterziehung kein alle Schüler einbeziehendes und neue staatliche Lehrerstellen forderndes Wahlpflichtfach finanzieren.
Diesem scheinbar paradoxen Interessenkonsens zwischen Senat und evangelischer Amtskirche waren einige Jahre lang auch rigide eingeforderte Gruppengrößen geschuldet, die ohne Rücksicht auf pädagogische Erwägungen hinsichtlich der Klassenzusammensetzungen oder Klassenstufen für das jeweilige Schuljahr durchgesetzt wurden. Ein Nebeneffekt davon war u. a., dass sich die Schulleitungen gezwungen sahen, den Religionsunterricht noch mehr als zuvor in die für Schüler und Schülerinnen unattraktiven Randstunden zu verlegen.
Im März 2006 hatte der Berliner Senat die Neuinstallierung eines Ethikunterrichtes für alle Schüler in der Sekundarstufe I beschlossen, der bereits ab dem Schuljahr 2006/2007 für alle Schüler der 7. Klassen verpflichtend war. Der Religionsunterricht sollte dagegen nach wie vor nur als freiwilliges Angebot erteilt werden können – das bedeutete de facto die allmähliche Verdrängung des Religionsunterrichtes aus dieser Schulstufe. Parallel dazu hatte die EKBO den Manteltarifvertrag für alle kirchlichen Mitarbeiter gekündigt, was nach dem Juli 2007 auch für etwaig neu eingestellte Katecheten bzw. FH-diplomierte Religionspädagogen eine weitere Verschlechterung der Arbeitsbedingungen zur Folge hatte. Zwar wurde zum 31. Juli 2007 die im Jahr 2005 für Katecheten vorgenommene Gehaltskürzung zurückgenommen, jedoch die seinerzeit vorgenommene Erhöhung der Unterrichtsverpflichtung um zwei Stunden noch um eine weitere Stunde erhöht.
Immerhin hatten 2009 Senatsvertreter beider Parteien und insbesondere der Regierende Bürgermeister Klaus Wowereit vor dem Wahlgang zum Volksentscheid (Pro-Reli) des Öfteren betont, sich für verbesserte Kooperationsmöglichkeiten zwischen den Lehrkräften des Ethik- und Religionsunterrichtes einsetzen zu wollen. Dem hatten auch die nachfolgenden Landesregierungen nicht widersprochen. Dazu gehört auch, dass zwischen dem Berliner Senat und den beiden Kirchen eine Finanzierungsvereinbarung zum Religionsunterricht unterzeichnet wurde, die zum 1. Januar 2016 in Kraft trat. Demnach wurde ab 2016 die seit 2005 „eingefrorene“ Zuweisungshöhe für die Refinanzierung des Religionsunterrichts durch den Senat wieder der tatsächlichen Eingruppierung der dafür zu finanzierenden Lehrkräfte angepasst. Diese Finanzierungsvereinbarung bedeutete eine große finanzielle Entlastung für die EKBO wie auch eine Erleichterung für die evangelischen Katecheten, die ohne diese Finanzierungsvereinbarung in absehbarer Zeit mit Gehaltseinbußen oder/und Mehrarbeit oder/und anderen Einschränkungen zu rechnen hatten.
Auch hatte sich trotz (oder gerade wegen) des im Sinne der Pro-Reli-Antragsteller negativ abgestimmten Volksentscheids von 2009 zur Errichtung eines Wahlpflichtfachbereichs Ethik-Religion die Lage der noch tätigen evangelischen Katecheten alsbald wieder erheblich entspannt. So entwickelten sich in zunehmendem Maße Kooperationen mit Lehrkräften des Ethikunterrichts, die einen Bedarf an „Experten“ in Sachen Religion anmeldetn. Zudem sank und sinkt die Zahl der evangelischen Katecheten rein altersbedingt: Waren es noch vor der Wiedervereinigung allein für West-Berlin über 1000, so waren es im Jahr 2004 für ganz Berlin 648 auf knapp 565 Planstellen und für das Schuljahr 2009/10 nur noch 592 auf 493 Planstellen. (Letzter Stand für Schuljahr 2022/23: 390 Planstellen, davon nur noch 329 Katecheten bzw. die an einer Ev. Fachhochschule ausgebildeten Religionspädagogen als „Nachfolger“ der Katecheten.) Parallel dazu sank zwischen 2004 und 2010 auch die Anzahl von Lehrkräften im staatlichen Schuldienst, die evangelischen Religionsunterricht erteilten, von 137 auf 67. (Letzter Stand für Schuljahr 2022/23: knapp 13 Planstellen). Im selben Zeitraum sanken die Teilnehmerzahlen am evangelischen Religionsunterricht in Berlin von gut 89.000 auf knapp 82.000 Schüler, was jedoch deren Anteil an der ebenfalls sinkenden Gesamtschülerzahl lediglich von 26,3 Prozent auf 25,5 Prozent verminderte. (Letzter Stand für Schuljahr 2022/23 bei 69.643 Teilnehmern, was nur noch knapp 17,92 Prozent der Gesamtschülerzahl entsprach)
Der allmählich immer stärker sinkende Prozentsatz der Teilnehmerzahl im Vergleich zur seit einigen Jahren wieder ansteigenden Gesamtschülerzahl steht dem noch drastischeren Verhältnis von ehedem 839 zu im Schuljahr 2022/23 nur noch an 438 Berliner Schulen angebotenem evangelischen Religionsunterricht gegenüber. War es anfangs der gerade in Berlin extreme demographische Wandel, der Schulschließungen bedingte, wurden etwa seit 2015 wieder vermehrt neue Schulen errichtet. Seither ist es die rapide ansteigende Anzahl von Katecheten, die in Rente gehen, weswegen nun immer öfter an Berliner Schulen kein evangelischer Religionsunterricht (mehr) erteilt werden kann, wiewohl er dort gewünscht würde. Eine weitere Auswirkung der sinkenden Anzahl von Katecheten ist die Zusammenlegung von für die Fachaufsicht zuständigen Ämtern für Religionsunterricht (ARU) von nach 1989 gut fünfzehn auf insgesamt nur noch neun – waren es in den 1980ern z. B. in Neukölln allein noch über 100 Katecheten, waren es 2022/23 in Neukölln und Tempelhof-Schöneberg zusammen nur noch 71 Religionslehrkräfte.

### Nachfolgeregelungen
Die Ausbildung zum evangelischen Katecheten wurde in Berlin Anfang der 2000er durch die zehn Semester umfassende Fachhochschulausbildung zum diplomierten Religionspädagogen ersetzt. Diese Ausbildung war insgesamt breiter angelegt, d. h. ihr Augenmerk lag nicht mehr ausschließlich auf dem Religionsunterricht in der Schule und ermöglichte zudem an ihrem Ende auch der Vergütung nach keine Bewährungsaufstiege mehr wie die vom C- bis zum A-Katecheten. Den FH-diplomierten Religionspädagogen wurden zudem in den ersten Jahren nur wenige, einige Jahre lang auch gar keine Planstellen als Lehrkräfte für den Religionsunterricht angeboten – später hingegen, etwa ab 2015, wurden ihnen zwar Planstellen angeboten, aber dieses Angebot stieß nur noch sehr vereinzelt auf Gegenliebe, nutzten die Religionspädagogen stattdessen doch lieber die anderen Möglichkeiten ihrer Qualifikation zur Berufswahl.
Inzwischen (Stand: 2024) bietet die Evangelische Hochschule Berlin (EHB) ein viersemestriges, berufsbegleitendes Studium mit einem Bachelor-Abschluss „Evangelische Religionspädagogik“ an, dem sich jedoch für die Befähigung zum Erteilen von evangelischen Religionsunterricht noch ein Masterstudium „Evangelische Religions- und Gemeindepädagogik“ samt einer schulpraktischen Ausbildung anschließen muss. Alternativ dazu wird an dieser Hochschule auch noch das siebensemestrige Vollzeitstudium „Evangelische Religionspädagogik & Diakonik“ angeboten, bei dessen Abschluss sich an der EHB entweder noch ein viersemestriges Zweitstudium „Soziale Arbeit“ oder die konsekutiven Masterstudiengänge „Evangelische Religions- und Gemeindepädagogik“ oder „Leitung – Bildung – Diversität (Management – Education – Diversity)“ anschließen können bzw. müssen. Ferner gibt es noch die Möglichkeit eines Soforteinstiegs in die (verkürzte) berufsbegleitende Ausbildung als Quereinsteiger u. a. mit den Abschlüssen Master/Diplom Religionswissenschaften, Ev. Theologie, Religion und Kultur oder mit vergleichbaren Abschlüssen. Die Studienabschlüsse der EHB sind staatlich anerkannt bzw. für ein Staatsexamen anrechenbar, was wiederum auch eine höhere Besoldung bzw. Tarifvergütung als seinerzeit die von A-Katecheten bedingt.

## Römisch-katholische Katecheten
Auf den Webseiten des Erzbistums Berlin werden Katecheten als hauptamtliche Religionslehrkräfte aktuell (Stand: 1. September 2019) hinsichtlich ihrer Entgeltgruppen nur noch in einer Fußnote erwähnt. und inzwischen offenbar wie ihre evangelischen Kollegen ihn Berlin vor allem von Religionspädagogen mit Bachelor und Master-Abschluss abgelöst.